# The Shattered Alliance
The Shattered Alliance (L'Alliance rompue en français par Computerre) est un jeu vidéo de type wargame développé et publié par Strategic Simulations en 1981 sur Apple II et en janvier 1982 sur Atari 8-bit. Programmé par John Lyon, il s’appuie sur un nouveau moteur de jeu, baptisé RapidFire, destiné à rendre plus rapide et plus facile d'accès les wargames publiés par le studio. Au cours d’un tour, le programme sélectionne ainsi les unités chacune à leur tour et le joueur n’a plus qu’à leur ordonner de se déplacer, d’attaquer ou de lancer un sort. L’ordre est ensuite exécuté immédiatement avant que le programme ne sélectionne une autre unité. Le jeu propose deux types de scénarios. Les premiers simulent des batailles qui se déroulent dans un univers médiéval-fantastique avec notamment une libre adaptation de la bataille du Gondor contre les forces du Mordor dans le Seigneur des Anneaux. Les autres retracent des batailles historiques de l’Antiquité.
À sa sortie, The Shattered Alliance est salué par la presse spécialisée qui fait notamment l’éloge de ses « excellents graphismes » et de son nouveau moteur de jeu, qui le rend « rapide et facile » à prendre en main. Rétrospectivement, le magazine  Jeux et Stratégie le décrit ainsi comme « un très grand jeu » en expliquant que ce n’est pas un hasard s'il tient le haut de l'affiche depuis plusieurs années.

## Système de jeu
The Shattered Alliance est un wargame qui simule des affrontements entre deux armées dans des batailles historiques ou fantastiques. Au début d'une partie, les deux armées sont affichées, l'une après l'autre, à l'écran avec des indications sur le type d'unités, les armes et les points forts de chacune d'elles. Les joueurs peuvent alors choisirs leur camp et dans le cas d'une partie solo, l'ordinateur se voit assigner le camp opposé. Les combats se déroulent sur une carte qui peut être affichée de deux manière : une vue stratégique et une tactique. La première montre l'ensemble du champ de bataille mais n'affiche pas les cases hexagonales qui le divisent. La vue tactique montre ces cases mais n'affiche qu'une partie du champ de bataille. Lorsque la partie est lancée, l'ordinateur sélectionne une des unités, qui correspond à un groupe contenant plusieurs soldats du même type. Le joueur peut alors lui donner l'ordre de se déplacer, d'attaquer ou d'utiliser un sort. Pour les mouvements, le joueur choisit simplement la direction et l'unité se déplace immédiatement. Les mouvements ont un coût, exprimé en points de temps, qui varient en fonction du type de terrain et du type de l'unité sélectionné. Deux types d'attaque sont proposés dans le jeu : au corps à corps ou à distance. Six armes de corps à corps et trois armes de tir sont disponibles dans le jeu. Leur efficacité dépend du type de troupe et d'armure de l'unité adverse. Les deux types de combat sont gérés de manière similaire aux mouvements et sont simulés immédiatement. Les pertes au combat se répercutent sur le nombre de soldats de l'unité mais aussi sur son moral. Le moral d'une unité dépend des pertes subies au combat, du niveau d'entrainement de l'unité et de la présence de troupes ennemies ou alliées. Lorsqu'une unité se déplace pour attaquer, son moral est testé par l'ordinateur qui détermine alors si elle accepte ou non d'obéir aux ordres. L'armée dans son ensemble est également affectée par un niveau de moral qui dépend de la réussite au combat des unités qui la compose. Lorsque le moral de l'armée atteint zéro, la bataille se termine. Dans certains scénario, les joueurs peuvent utiliser un nombre limités de sorts qui augmente la puissance des troupes pour une période donnée.
Le jeu propose deux catégories de scénario. La première, les chroniques d’Osgorth, est composée de quatre scénarios fantastiques dans lesquels le joueur dirige des armées composées, entre-autres, d’homme-lézard, d’humains chevauchant des licornes, de centaures ou d’amazones. Les différentes créatures peuvent jeter des sorts qui leur permettent d’obtenir un avantage face aux ennemis. Une des missions s’inspire librement de la bataille du Gondor contre les forces du Mordor dans le Seigneur des Anneaux. La deuxième catégorie propose trois scénarios se déroulant à l’antiquité : l’invasion de Carthage par Alexandre le Grand, les invasions barbares de l’Empire romain et l’attaque des Mongols contre les Perses. Dans les deux catégories de scénario, le joueur a la possibilité de définir le terrain d’affrontement (cols, plaine, montages…) ainsi que les forces en présence.

## Développement et publication
The Shattered Alliance est programmé par John Lyon en Basic et en assembleur,. Il est basé sur un nouveau moteur de jeu, baptisé RapidFire, destiné à rendre plus rapide et plus facile d'accès les wargames publiés par le studio. Le jeu est publié par Strategic Simulations en 1981 sur Apple II et en janvier 1982 sur Atari 8-bit,. Outre la disquette (ou la cassette) contenant le programme, le packaging du jeu contient un manuel illustré, deux cartes de commandement, une carte contenant les données de combat du jeu et une carte proposant une présentation succincte de son fonctionnement. En plus du jeu, Strategic Simulations a également publié un programme utilitaire, intitulé The Shattered Alliance Tool Kit, qui permet de personnaliser les armées, les cartes et les campagnes du jeu.

## Accueil
À sa sortie en 1981, la version Apple II de The Shattered Alliance est saluée par la presse spécialisée. Dans une critique publiée en 1982 par le magazine Computer Gaming World, Bob Boyd décrit ainsi le jeu comme étant « très amusant ». Il fait notamment l'éloge de ses « excellents graphismes », en couleur et en haute résolution, ainsi que du système RapidFire qui rend le jeu « rapide et facile » à prendre en main. Il met également en avant la possibilité offerte au joueur d'incarner, dans chaque scénario, l'une ou l'autre des factions, qu'il décrit comme une « excellente option ». Il regrette en revanche que les options proposées soient limitées. Il note en effet qu'il n'est pas possible d'avoir plus de huit unités dans une armée et que ces dernières sont prédéterminées et qu'il n'est donc pas possible de les modifier. Il explique également qu'il n'est pas possible d'opposer n'importe quelles armées entre elles. De son côté, le journaliste David Bolduc, du magazine The Space Gamer, le décrit comme étant de loin « la meilleure tentative de porter un jeu de plateau sur ordinateur ». Pour lui, le jeu représente en effet une « avancée significative » en matière de wargame sur ordinateur puisqu'il « réduit considérablement » le temps nécessaire à la machine pour calculer un tour ou un coup. Il salue également l'avancée que représente le système RapidFire qui permet d'après lui aux joueurs de déplacer leurs unités de manière « quasi simultanée ». Globalement, il juge que The Shattered Alliance est « amusant, addictif et rapide » et il le recommande donc à tous les possesseurs d'un Apple II.
Après sa sortie en France en 1984, les versions Apple II et Atari 8-bit de The Shattered Alliance sont testées par le magazine Tilt dans un dossier consacré aux wargames. Son auteur lui attribue une note de quatre sur six et le désigne comme un « très bon jeu pour qui veut s'amuser sans trop avoir à réfléchir ». Dans une sélection de logiciels de jeu, le magazine Jeux et Stratégie estime que contrairement à la plupart des wargames classiques, le jeu est rapide et facile à prendre en main et qu'il n'est donc pas nécessaire d'être un fan du genre pour vraiment l'apprécier. L'auteur du test note également que malgré cette simplicité, le jeu est d'un « réalisme de haute tenue ». Il désigne donc The Shattered Alliance comme un « très grand jeu » et explique que ce n'est pas un hasard s'il tient le haut de l'affiche depuis plusieurs années. 